# Liste des députés européens de Malte de la 6e législature

Malte est membre de l’Union européenne depuis le 1er mai 2004.
Les Maltais participent, pour la première fois, aux élections européennes en 2004. À la suite de ces élections, les cinq députés du Parlement européen élus pour la circonscription nationale de Malte étaient répartis comme suit :
| Député               | Parti                                     | Groupe parlementaire européen |
| -------------------- | ----------------------------------------- | ----------------------------- |
| John Attard-Montalto | Parti travailliste (Partit Laburista)     | PSE                           |
| Louis Grech          | Parti travailliste (Partit Laburista)     | PSE                           |
| Joseph Muscat        | Parti travailliste (Partit Laburista)     | PSE                           |
| Simon Busuttil       | Parti nationaliste (Partit Nazzjonalista) | PPE-DE                        |
| David Casa           | Parti nationaliste (Partit Nazzjonalista) | PPE-DE                        |